# 遠藤喜一
遠藤喜一（日语：えんどう よしかず，1891年8月8日—1944年5月3日），大日本帝國軍人，海軍大将。

## 经历
1891年生于东京，为海军少将远藤喜太郎长子。1911年毕业于海軍兵學校第39期。1912年任职海军少尉。1917～1918年为海軍大學校乙种学生，接着于海军炮术学校高等科学习并以优等成绩毕业。之后历任巡洋舰「常磐」分队长、战舰「朝日」分队长、战舰「长门」副炮长。1923年，海军大学校甲种第21期毕业。
太平洋战争中就任第九舰队司令长官。1944年5月，太平洋的制海权被美军夺去，远藤與第九艦隊司令部全體官兵玉碎战死於印尼荷蘭迪亞（Hollandia，現名查亞普拉)，战死后晋升为海军大将。
妻子、内山育子为时任帝国陆军大将内山小二郎的女儿。